# Cupa Intercontinentală
Cupa Intercontinentală, nume cu care este cunoscută Cupa Europeo-Sudamericană, a fost o competiție de fotbal desfășurată (inițial în dublă manșă, apoi într-o singură întâlnire), din 1960 pana în 2004, între câștigătoarea Cupei Campionilor Europeni (acum Liga Campionilor) și câștigătoarea Cupei Libertadores, în America de Sud, campionii celor celor doi continente mai departe în lumea fotbalului. Din 2005 nu s-a mai organizat din cauza reintroducerii din 2006 a Campionatului Mondial al cluburilor. În octombrie 2017, FIFA a recunoscut turneul ca fiind valabil pentru titlul mondial oficial de club.

## Finale
Note
| † | Câștigătoare după (prelungiri)                            |
| * | Câștigătoare la (lovituri de departajare după prelungiri) |

### Finale în două manșe
| An   | Țara                                                                                                 | Echipa gazdă             | Scor | Echipa oaspete           | Țara          | Stadion                      | Oraș                     | Note |
| ---- | --- | ------------------------ | ---- | ------------------------ | ------------- | ---------------------------- | ------------------------ | ---- |
| 1960 | Uruguay                                                                                              | Peñarol                  | 0–0  | Real Madrid              | Spania        | Estadio Centenario           | Montevideo, Uruguay      |      |
| 1960 | Spania                                                                                               | Real Madrid              | 5–1  | Peñarol                  | Uruguay       | Stadionul Santiago Bernabéu  | Madrid, Spania           |      |
| 1960 | Real Madrid a câștigat cu 3–1 la puncte.                                                             |                          |      |                          |               |                              |                          |      |
| 1961 | Portugalia                                                                                           | Benfica                  | 1–0  | Peñarol                  | Uruguay       | Estádio da Luz               | Lisabona, Portugalia     |      |
| 1961 | Uruguay                                                                                              | Peñarol                  | 5–0  | Benfica                  | Portugalia    | Estadio Centenario           | Montevideo, Uruguay      |      |
| 1961 | 2–2 la puncte; Peñarol a câștigat cu 2–1 în barajul disputat pe Estadio Centenario.                  |                          |      |                          |               |                              |                          |      |
| 1962 | Brazilia                                                                                             | Santos                   | 3–2  | Benfica                  | Portugalia    | Maracanã                     | Rio de Janeiro, Brazilia |      |
| 1962 | Portugalia                                                                                           | Benfica                  | 2–5  | Santos                   | Brazilia      | Estádio da Luz               | Lisabona, Portugalia     |      |
| 1962 | Santos a câștigat cu 4–0 la puncte.                                                                  |                          |      |                          |               |                              |                          |      |
| 1963 | Italia                                                                                               | Milan                    | 4–2  | Santos                   | Brazilia      | San Siro                     | Milano, Italia           |      |
| 1963 | Brazilia                                                                                             | Santos                   | 4–2  | Milan                    | Italia        | Maracanã                     | Rio de Janeiro, Brazilia |      |
| 1963 | 2–2 la puncte; Santos a câștigat cu 1–0 barajul de pe Maracanã.                                      |                          |      |                          |               |                              |                          |      |
| 1964 | Argentina                                                                                            | Independiente            | 1–0  | Internazionale           | Italia        | La Doble Visera              | Avellaneda, Argentina    |      |
| 1964 | Italia                                                                                               | Internazionale           | 2–0  | Independiente            | Argentina     | San Siro                     | Milano, Italia           |      |
| 1964 | 2–2 la puncte; Internazionale a câștigat cu 1–0 barajul de pe Stadionul Santiago Bernabéu, Madrid. † |                          |      |                          |               |                              |                          |      |
| 1965 | Italia                                                                                               | Internazionale           | 3–0  | Independiente            | Argentina     | San Siro                     | Milano, Italia           |      |
| 1965 | Argentina                                                                                            | Independiente            | 0–0  | Internazionale           | Italia        | La Doble Visera              | Avellaneda, Argentina    |      |
| 1965 | Internazionale a câștigat cu 3–1 la puncte.                                                          |                          |      |                          |               |                              |                          |      |
| 1966 | Uruguay                                                                                              | Peñarol                  | 2–0  | Real Madrid              | Spania        | Estadio Centenario           | Montevideo, Uruguay      |      |
| 1966 | Spania                                                                                               | Real Madrid              | 0–2  | Peñarol                  | Uruguay       | Stadionul Santiago Bernabéu  | Madrid, Spania           |      |
| 1966 | Peñarol a câștigat cu 4–0 la puncte.                                                                 |                          |      |                          |               |                              |                          |      |
| 1967 | Scoția                                                                                               | Celtic                   | 1–0  | Racing Club              | Argentina     | Hampden Park                 | Glasgow, Scoția          |      |
| 1967 | Argentina                                                                                            | Racing Club              | 2–1  | Celtic                   | Scoția        | El Cilindro                  | Avellaneda, Argentina    |      |
| 1967 | 2–2 la puncte; Racing Club a câștigat cu 1–0 barajul de pe Estadio Centenario, Montevideo.           |                          |      |                          |               |                              |                          |      |
| 1968 | Argentina                                                                                            | Estudiantes              | 1–0  | Manchester United        | Anglia        | La Bombonera                 | Buenos Aires, Argentina  |      |
| 1968 | Anglia                                                                                               | Manchester United        | 1–1  | Estudiantes              | Argentina     | Old Trafford                 | Manchester, Anglia       |      |
| 1968 | Estudiantes a câștigat cu 3–1 la puncte.                                                             |                          |      |                          |               |                              |                          |      |
| 1969 | Italia                                                                                               | Milan                    | 3–0  | Estudiantes              | Argentina     | San Siro                     | Milano, Italia           |      |
| 1969 | Argentina                                                                                            | Estudiantes              | 2–1  | Milan                    | Italia        | La Bombonera                 | Buenos Aires, Argentina  |      |
| 1969 | Milan a câștigat cu 3–2 la general.                                                                  |                          |      |                          |               |                              |                          |      |
| 1970 | Argentina                                                                                            | Estudiantes              | 2–2  | Feyenoord                | Țările de Jos | La Bombonera                 | Buenos Aires, Argentina  |      |
| 1970 | Țările de Jos                                                                                        | Feyenoord                | 1–0  | Estudiantes              | Argentina     | De Kuip                      | Rotterdam, Olanda        |      |
| 1970 | Feyenoord a câștigat cu 3–2 la general.                                                              |                          |      |                          |               |                              |                          |      |
| 1971 | Grecia                                                                                               | Panathinaikos            | 1–1  | Nacional                 | Uruguay       | Stadionul Karaiskakis        | Atena, Grecia            |      |
| 1971 | Uruguay                                                                                              | Nacional                 | 2–1  | Panathinaikos            | Grecia        | Estadio Centenario           | Montevideo, Uruguay      |      |
| 1971 | Nacional a câștigat cu 3–2 la general.                                                               |                          |      |                          |               |                              |                          |      |
| 1972 | Argentina                                                                                            | Independiente            | 1–1  | Ajax                     | Țările de Jos | La Doble Visera              | Avellaneda, Argentina    |      |
| 1972 | Țările de Jos                                                                                        | Ajax                     | 3–0  | Independiente            | Argentina     | Stadionul Olimpic            | Amsterdam, Olanda        |      |
| 1972 | Ajax a câștigat cu 4–1 la general.                                                                   |                          |      |                          |               |                              |                          |      |
| 1973 | Italia                                                                                               | Juventus                 | 0–1  | Independiente            | Argentina     | Stadio Olimpico              | Roma, Italia             |      |
| 1973 | Manșa secundă nu s-a disputat.                                                                       |                          |      |                          |               |                              |                          |      |
| 1974 | Argentina                                                                                            | Independiente            | 1–0  | Atlético Madrid          | Spania        | La Doble Visera              | Avellaneda, Argentina    |      |
| 1974 | Spania                                                                                               | Atlético Madrid          | 2–0  | Independiente            | Argentina     | Stadionul Vicente Calderón   | Madrid, Spania           |      |
| 1974 | Atlético Madrid a câștigat cu 2–1 la general.                                                        |                          |      |                          |               |                              |                          |      |
| 1976 | Germania                                                                                             | Bayern München           | 2–0  | Cruzeiro                 | Brazilia      | Olympiastadion               | München, Germania        |      |
| 1976 | Brazilia                                                                                             | Cruzeiro                 | 0–0  | Bayern München           | Germania      | Mineirão                     | Belo Horizonte, Brazilia |      |
| 1976 | Bayern München a câștigat cu 2–0 la general.                                                         |                          |      |                          |               |                              |                          |      |
| 1977 | Argentina                                                                                            | Boca Juniors             | 2–2  | Borussia Mönchengladbach | Germania      | La Bombonera                 | Buenos Aires, Argentina  |      |
| 1977 | Germania                                                                                             | Borussia Mönchengladbach | 0–3  | Boca Juniors             | Argentina     | Wildparkstadion              | Karlsruhe, Germania      |      |
| 1977 | Boca Junirors a câștigat cu 5–2 la general.                                                          |                          |      |                          |               |                              |                          |      |
| 1979 | Suedia                                                                                               | Malmö FF                 | 0–1  | Olimpia                  | Paraguay      | Malmö Stadion                | Malmö, Suedia            |      |
| 1979 | Paraguay                                                                                             | Olimpia                  | 2–1  | Malmö FF                 | Suedia        | Estadio Defensores del Chaco | Asunción, Paraguay       |      |
| 1979 | Olimpia a câștigat cu 3–1 la general.                                                                |                          |      |                          |               |                              |                          |      |

### Finale disputate într-un singur meci
| Anul | Țara          | Învingătoarea        | Scor  | Învinsa            | Țara          | Stadionul                      | Note |
| ---- | ------------- | -------------------- | ----- | ------------------ | ------------- | ------------------------------ | ---- |
| 1980 | Uruguay       | Nacional             | 1–0   | Nottingham Forest  | Anglia        | Stadionul Național, Tokio      |      |
| 1981 | Brazilia      | Flamengo             | 3–0   | Liverpool          | Anglia        | Stadionul Național, Tokio      |      |
| 1982 | Uruguay       | Peñarol              | 2–0   | Aston Villa        | Anglia        | Stadionul Național, Tokio      |      |
| 1983 | Brazilia      | Grêmio               | 02–1† | Hamburger SV       | Germania      | Stadionul Național, Tokio      |      |
| 1984 | Argentina     | Independiente        | 1–0   | Liverpool          | Anglia        | Stadionul Național, Tokio      |      |
| 1985 | Italia        | Juventus             | 02–2* | Argentinos Juniors | Argentina     | Stadionul Național, Tokio      | [a]  |
| 1986 | Argentina     | River Plate          | 1–0   | Steaua București   | România       | Stadionul Național, Tokio      |      |
| 1987 | Portugalia    | Porto                | 02–1† | Peñarol            | Uruguay       | Stadionul Național, Tokio      |      |
| 1988 | Uruguay       | Nacional             | 02–2* | PSV Eindhoven      | Țările de Jos | Stadionul Național, Tokio      | [b]  |
| 1989 | Italia        | Milan                | 1–0   | Atlético Nacional  | Columbia      | Stadionul Național, Tokio      |      |
| 1990 | Italia        | Milan                | 3–0   | Olimpia            | Paraguay      | Stadionul Național, Tokio      |      |
| 1991 | Iugoslavia    | Steaua Roșie Belgrad | 3–0   | Colo-Colo          | Chile         | Stadionul Național, Tokio      |      |
| 1992 | Brazilia      | São Paulo            | 2–1   | Barcelona          | Spania        | Stadionul Național, Tokio      |      |
| 1993 | Brazilia      | São Paulo            | 3–2   | Milan              | Italia        | Stadionul Național, Tokio      | [c]  |
| 1994 | Argentina     | Vélez Sársfield      | 2–0   | Milan              | Italia        | Stadionul Național, Tokio      |      |
| 1995 | Țările de Jos | Ajax                 | 00–0* | Grêmio             | Brazilia      | Stadionul Național, Tokio      | [d]  |
| 1996 | Italia        | Juventus             | 1–0   | River Plate        | Argentina     | Stadionul Național, Tokio      |      |
| 1997 | Germania      | Borussia Dortmund    | 2–0   | Cruzeiro           | Brazilia      | Stadionul Național, Tokio      |      |
| 1998 | Spania        | Real Madrid          | 2–1   | Vasco da Gama      | Brazilia      | Stadionul Național, Tokio      |      |
| 1999 | Anglia        | Manchester United    | 1–0   | Palmeiras          | Brazilia      | Stadionul Național, Tokio      |      |
| 2000 | Argentina     | Boca Juniors         | 2–1   | Real Madrid        | Spania        | Stadionul Național, Tokio      |      |
| 2001 | Germania      | Bayern München       | 01–0† | Boca Juniors       | Argentina     | Stadionul Național, Tokio      |      |
| 2002 | Spania        | Real Madrid          | 2–0   | Olimpia            | Paraguay      | Stadionul Internațional, Tokio |      |
| 2003 | Argentina     | Boca Juniors         | 01–1* | Milan              | Italia        | Stadionul Internațional, Tokio | [e]  |
| 2004 | Portugalia    | Porto                | 00–0* | Once Caldas        | Columbia      | Stadionul Internațional, Tokio | [f]  |